# 特雷达尔泽克
特雷达尔泽克（法語：Trédarzec，法語發音：[tʁedaʁzɛk] ⓘ）是法国阿摩尔滨海省的一个市镇，位于该省西北部，属于拉尼永区。

## 地理
特雷达尔泽克（48°47'13"N, 3°12'1"W）面积11.68 平方千米，位于法国布列塔尼大區阿摩尔滨海省，该省份为法国西北部沿海省份，位于布列塔尼半岛北部，北濒大西洋英吉利海峡，西接菲尼斯泰尔省，南至莫尔比昂省，东临伊勒-维莱讷省。
与特雷达尔泽克接壤的市镇（或旧市镇、城区）包括：凯尔博尔斯、普勒默尔戈捷、拉罗什若迪。

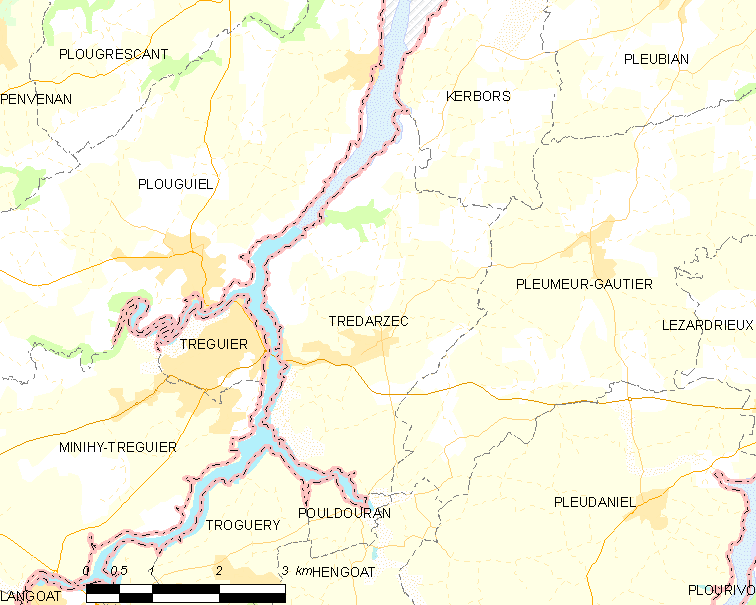
特雷达尔泽克的OSM定位图

特雷达尔泽克的时区为UTC+01:00、UTC+02:00（夏令时）。

## 行政
特雷达尔泽克的邮政编码为22220，INSEE市镇编码为22347。

## 政治
特雷达尔泽克所属的省级选区为特雷吉耶县。

## 人口

1962-2008年间特雷达尔泽克人口变化图示

特雷达尔泽克于2022年1月1日时的人口数量为1069人。